# Snõõper
Snõõper — американський панк-рок гурт, створений у Нешвіллі, штат Теннессі, у 2020 році.
Гурт підписав контракт з лейблом Third Man.
Гурт Snõõper випустив свій дебютний студійний альбом Super Snõõper у липні 2023 року. Альбом був сприйнятий позитивно.
Через несерйозність учасників гурту, їх музику часто описують як яєчний панк.
Гурт відомий використанням великих ляльок з пап'є-маше на своїх концертах. Талісман гурту — великий зелений жук.

## Склад гурту
- Блер Тремел (Blair Tramel) — вокал,
- Коннор Каммінс (Connor Cummins) — гітара,
- Ян Тіпл (Ian Teeple) — гітара,
- Хеппі Хауген (Happy Haugen) — бас,
- Кем Саррет (Cam Sarrett) — барабани.[4]

## Дискографія

### Альбоми
- Super Snõõper (2023)

### Концертні альбоми
- Snooper LIVE At Exit-In (2024)

### Мініальбоми
- Music for Spies (2020)
- Town Topic (2022)

### Сингли
- "Music for Spies" (2020)
- "Microbe" (2020)
- "Bring me Down" (2020)
- "Defect" (2020)
- "Pod" (2020)
- "DOG" (2021)
- "Fruit Fly" (2021)
- "Snooper" (2021)
- "Come Together" (2021)
- "Powerball" (2022)
- "Xerox" (2022)
- "Town Topic" (2022)
- "Inventory" (2022)
- "Waste" (2023)
- "Company Car" (2023)
- "for yr love" (2023)